# Ictalurus australis
Ictalurus australis é uma espécie de peixe da família Ictaluridae.
É endémica do México.